# 袴田里見

袴田里見（1966年）

袴田 里見（はかまだ さとみ、1904年（明治37年）8月11日 - 1990年（平成2年）5月10日）は、大正、昭和期の社会運動家、元日本共産党の幹部。戦前の非合法政党（第二次共産党）時代以来の共産党活動家で、戦後は党副委員長となった。1977年、党から規律違反により除名処分を受けた。

## 年譜

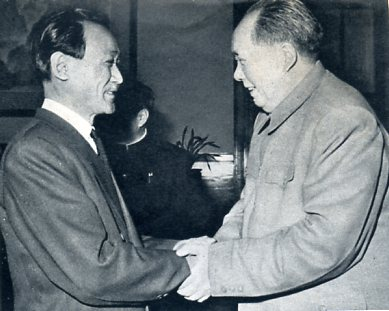
袴田と毛沢東（1964年）

1904年（明治37年）8月11日、青森県上北郡下田村（現在のおいらせ町）に生まれる。1919年（大正8年）、高等小学校を卒業後、上京して攻玉社中学に入学するが中退。電信労働者、製缶工などの職に就きながら労働運動に関わるようになり、東京合同労働組合に入り活躍する。
1925年（大正14年）、ソビエト連邦に渡り、モスクワの東方勤労者共産大学（クートヴェ）に学ぶ。1927年（昭和2年）、ソ連共産党に入党した。1928年（昭和3年）クートヴェを卒業し、帰国。宮本顕治らと日本共産党の再建に着手する。しかし、治安維持法違反で検挙され、堺刑務所に服役する。
1932年（昭和7年）、釈放後は地下に潜伏し東京市委員など共産党運動に取り組む。1933年（昭和8年）日本共産党中央委員に選出される。1935年（昭和10年）、宮本顕治などの幹部が次々逮捕される中で唯一獄外にいた共産党最後の中央委員であったが、3月4日に本郷での全協との街頭連絡のさなか再び逮捕される。獄中では非転向を貫く。この逮捕を報道した新聞は「最後の大物」と称した。1945年（昭和20年）、他の共産党員とともに釈放。以降、中央委員、政治局員、幹部会員を歴任。
1950年（昭和25年）、コミンフォルム批判に端を発する党分裂で国際派に所属。同年末、国際派を代表する形で、中ソの共産党に党分裂問題への介入を要請するため極秘出国し、北京機関のある中国に渡航。1951年（昭和26年）、徳田球一・野坂参三・西沢隆二らとモスクワを訪問する。スターリンから党分裂について批判を受けたため、徳田に自己批判書を提出した。この党幹部によるモスクワ訪問は新綱領（後の51年綱領）討議が目的だったが、袴田は討議には参加せず、徳田らとスターリンの会議後に呼ばれて意見を聞かれたという。袴田は「当時のスターリンの偉大さは、我々共産主義者には絶対であり、逆らうことはできなかった」と後に回顧している。
1955年（昭和30年） 、党の武装闘争路線を修正する六全協の決議文作成にかかわる。1959年（昭和34年）、第5回参議院議員通常選挙に立候補するが落選する。1970年（昭和45年）、党副委員長に就任。この間に党を代表してソ連や中国を訪問。
戦後は宮本顕治の宣伝役として活動し、宮本が党内権力を掌握にするにつれて昇進を続けていたが、1976年（昭和51年）に民社党の春日一幸が日本共産党スパイ査問事件を国会を取り上げ、さらに『週刊文春』によって過去に事件の一端を袴田が刑事に語った記録（袴田供述書）が公開された。宮本から責任を追及された袴田は自己批判を拒絶した。
1977年（昭和52年）4月、党拡大の路線を巡って宮本の路線を批判したとして党員権制限処分を受ける。その後スパイ査問事件に関連して週刊誌などで党や宮本を攻撃した。これは党規約の「党内の問題を党外に持ち出さない」という基本原則上問題となり、本人も党の調査に応じなかったことから10月の党大会で党員権剥奪処分、12月30日の党中央統制委員会で本人欠席のまま「規律違反（党外からの党攻撃）」を理由に除名処分を受ける。
1978年（昭和53年）、11月に新潮社から手記暴露本『昨日の同志宮本顕治へ』を出版し、反共層を中心に話題を呼んだ。また翌12月には『私の戦後史』を朝日新聞社で出版した。 1988年（昭和63年）、袴田が除名後も党と関係が全くなくなったにもかかわらず依然として居住していた共産党所有の家屋の明け渡しをめぐる民事訴訟では、除名処分という政党の内部審査が司法審査に馴染むかが争点となったが、最終的に最高裁判所が袴田の上告を棄却し、敗訴が確定した。詳細は共産党袴田事件を参照。
1990年（平成2年）5月10日、死去。没後公開されたソ連の秘密文書により、野坂参三（後に彼も重大な規律違反が判明し当人もそれを認めたため除名処分）とともにソ連からの秘密の接触がしばしばあったことが判明した。実は袴田は日本共産党を除名される前にも野坂に関する疑惑を暴露している。日本共産党は「反共毒素一掃キャンペーン」として多数のパンフレットや書籍を発行していた。

## 家族
弟の袴田陸奥男は、ソ連に亡命した日本共産党員。青山学院大学教授の袴田茂樹とロシアの政治家イリーナ・ムツオヴナ・ハカマダは陸奥男の息子と娘（異母兄妹）である。すなわち里見からみれば甥と姪になる。